# Condado de Kosŏng
Kosŏng es un condado de Corea del Norte, en la provincia de Kangwon. Se encuentra en el extremo sureste de Corea del Norte, inmediatamente al norte de la zona desmilitarizada de Corea. 
Antes del final de la Guerra de Corea en 1953, formaba un solo condado, junto con lo que ahora es el condado de Corea del Sur del mismo nombre. En una reorganización posterior, el condado absorbió la parte sur del condado de Tongch'ŏn.

## Características físicas
Kosŏng es en gran parte montañoso, pero hay tierra plana a lo largo de la costa del mar de Japón (mar del Este de Corea) al este del condado. Las montañas aquí son parte de la cordillera Taebaek. Una porción de la montaña Kŭmgangsan está incluida en el condado.

## Divisiones administrativas
El condado de Kosŏng está dividido en 1 ŭp (ciudad) y 23 ri (aldeas):
- Kosŏng-ŭp

1. Changp'o-ri
2. Chonggong-ri
3. Chudung-ri
4. Ch'ogu-ri
5. Haebang-ri
6. Haegŭmgang-ri
7. Kobong-ri
8. Kŭmch'ŏl-li
9. Kuŭp-ri
10. Nam'ae-ri
11. Okch'ŏl-li
12. Poksong-ri
13. Pongha-ri
14. Rŭngdong-ri
15. Ryŏmsŏng-ri
16. Samilp'o-ri
17. Sinbong-ri
18. Sŏngbung-ri
19. Sunhang-ri
20. Tup'o-ri
21. Ungong-ri
22. Unjŏl-li
23. Wŏlbisal-li

## Economía
La economía local está dominada por la agricultura, aunque la pesca también juega un papel importante, junto con la cosecha de algas pardas y almejas. Los cultivos locales importantes incluyen arroz, maíz, soja, trigo y cebada. Es particularmente conocido como fuente de artesanías de bambú.

## Transporte

### Carril
Casi la mitad de la longitud de la línea Kŭmgangsan Ch'ŏngnyŏn del ferrocarril estatal de Corea se encuentra en el condado de Kosŏng. Está operativo tan al sur como Kŭmgangsan Ch'ŏngnyŏn Station. Desde allí. la línea continúa hacia el sur hasta las estaciones de Samilp'o y Kamho (ambas en Corea del Norte, pero no en uso regular), desde allí a través de la zona desmilitarizada para conectar con la línea Tonghae Pukpu de Korail en Jejin.
La sección entre las estaciones de Kŭmgangsan Ch'ŏngnyŏn y Jejin estuvo fuera de servicio desde la partición de Corea hasta 2007, cuando se reabrió para trenes de pasajeros desde el sur hasta la región turística de Mount Kŭmgang; se cerró nuevamente después del tiroteo de un turista de Corea del Sur por un soldado del KPA.

### Mar
El puerto principal más cercano es Wŏnsan.